# Шаблій Володимир Володимирович
Володи́мир Володи́мирович Шаблі́й — полковник Збройних сил України, командир 8-го окремого полку спецпризначення (з 2019). Учасник російсько-української війни.

## З життєпису
Станом на 2011 рік — тимчасовий виконувач обов'язків командира 8-го окремого полку спецпризначення, майор.
Станом на 2012 рік — начальник штабу полку, підполковник.

### Російсько-українська війна
Станом на липень 2014 року — тимчасовий виконувач обов'язків командира полку.
Станом на 2015 рік — полковник, начальник штабу полку.
5 липня 2019 року прийняв командування полком від Олега Нечаєва.

## Нагороди та відзнаки
- Орден Богдана Хмельницького III ст. (23 серпня 2018) — за особистий внесок у зміцнення обороноздатності Української держави, мужність і самовідданість, виявлені під час бойових дій, високий професіоналізм та зразкове виконання службових обов'язків.[7]